# سیارک ۵۳۱۶
سیارک ۵۳۱۶ (به انگلیسی: 5316 Filatov، نامگذاری:1982UB7) پنج هزار و سیصد و شانزدهمین سیارک کشف شده‌است که در ۲۱ اکتبر ۱۹۸۲ کشف شد.
قدر مطلق سیارک برابر ۱۱٫۵۰ است.